# 8,8cm Pak 43
Pak 43 (Panzerabwehrkanone 43 a Panzerjägerkanone 43) byl německý protitankový kanón ráže 88 mm vyvinutý firmou Krupp jako soupeř protiletadlovému kanonu 88mm kanón Flak firmy Rheinmetall. Pak 43 byl nejsilnějším protitankovým kanonem používaný Wehrmachtem ve velkých počtech. Upravená verze 8,8cm KwK 43 (Kampfwagenkanone 43) byla využita v tanku Tiger II a stíhačích tanků jako Nashorn, Elefant a Jagdpanther.
Vylepšený kanon ráže 8,8 cm měl do vzdálenosti 914 m (1 000 yd) velmi plochou trajektorii, což usnadnilo střelci na větší vzdálenosti zasáhnout cíl a také nebylo třeba tolik korekcí při rozdílných výškách terénu. Kanon měl také mimořádnou průraznost, což mu umožnilo na velké vzdálenosti čelně prorazit jakýkoliv spojenecký tank, který během války sloužil, dokonce i sovětské tanky IS-2 a stíhače tanků postavené na jeho podvozku. Maximální dostřel překročil 13 km (8 mil).